# Иван Џавахишвили
Иван Џавахишвили (груз. ივანე ჯავახიშვილი, 11. април 1876. - 18. новембар 1940) био је грузијски историчар и лингвиста чија су обимна дела снажно утицала на модерно образовање у области историје и културе Грузије. Такође је био један од оснивача Државног универзитета у Тбилисију (1918) и његов ректор од 1919. до 1926.

## Биографија
Иван Џавахишвили рођен је у Тбилисију у Грузији (тада део царске Русије) у аристократској породици принца Александра Џавахишвилија, који је радио као предавач у тбилиској гимназији. Након што је 1899. дипломирао на Факултету за оријенталне студије Универзитета у Санкт Петербургу, постао је privat-docent (овлашћен за факултативне курсеве) катедре јерменске и грузијске филологије на свом универзитету. Од 1901. до 1902. године био је гостујући предавач Универзитета у Берлину. 1902. године пратио је свог ментора, академика Николаса Мара, на планину Синај, где су проучавали средњовековне грузијске рукописе. Након што су се први томови ове монументалне, али још увек недовршене, Историје грузијског народа ("Картвели ерис историа" ) појавили између 1908. и 1914. године, млади научник брзо се доказао као истакнути ауторитет грузијске и кавкаске историје, грузијског права, палеографије, дипломатије, музике, драме и других предмета, стварајући врхунске студије у овим областима.
Почетком 1918. године он је имао кључну улогу у оснивању првог редовног универзитета у Грузији у Тбилисију, чиме је остварио дугогодишњи сан који су гајиле генерације грузијских интелектуалаца, али које су царске руске власти константно спречавале. Универзитет у Тбилисију (данашњи И. Џавахишвили Државни универзитет у Тбилисију, ТСУ, који сада носи његово име), чији је Џавахишвили постао професор и шеф катедре за историју Грузије, брзо је преузео доминантну позицију у образовном животу Грузије. 1919. године, Џавахишвилија је наследио познати хемичар, Петре Меликишвили као други ректор универзитета: радио је до јуна 1926. године, када је, непосредно након анти-совјетског устанка августа 1924, толеранција не- марксистичких интелектуалаца почела да се смањује. Иако му је било дозвољено да објављује и предаје, ово блокирање му је вероватно спасило живот, јер је његов наследник на универзитету био међу жртвама стаљинистичке велике чистке 1936–1937. Био је присиљен да напусти ТСУ 1938. године, али је убрзо постављен за директора Одељења за историју Државног музеја Грузије, којим је руководио до смрти, у Тбилисију 1940. Сахрањен је у дворишту ТСУ-а.

## Наслеђе и дела
- Џавахишвили на совјетској поштанској марки 1976. године
- Џавахишвили на поштанској марки Грузије 2016. године. Уметник; Г. Картвелишвили
- Џавахишвили на грузијској новчаници од 5 лари

 Џавахишвили је аутор више од 170 радова који се баве различитим аспектима политичке, културне, социјалне и економске историје Грузије. Од објављивања првог издања 1908. године, његово главно дело, „Историја грузијског народа“ (у целости објављено између 1908. и 1949), остало је једно од најопсежнијих и најелоквентнијих обрада предмодерне грузијске историје. Нажалост, није преведено ни на један други језик. Неколико најутицајнијих чланака и књига Џавахишвилија, укључујући "Историју грузијске нације", прештампано је у његовим сабраним делима у дванаест томова 1977. и 1998.